# Charles Édouard Armand-Dumaresq
Charles Édouard Armand-Dumaresq, född 1 januari 1826 i Paris, död där 6 mars 1895, var en fransk målare.
Armand-Dumaresq ägnade sig först åt religiöst måleri men övergick till att i teckning och målning skildra militärlivet. Hans färg var entonig och grå med brokiga detaljer.

## Verk i urval

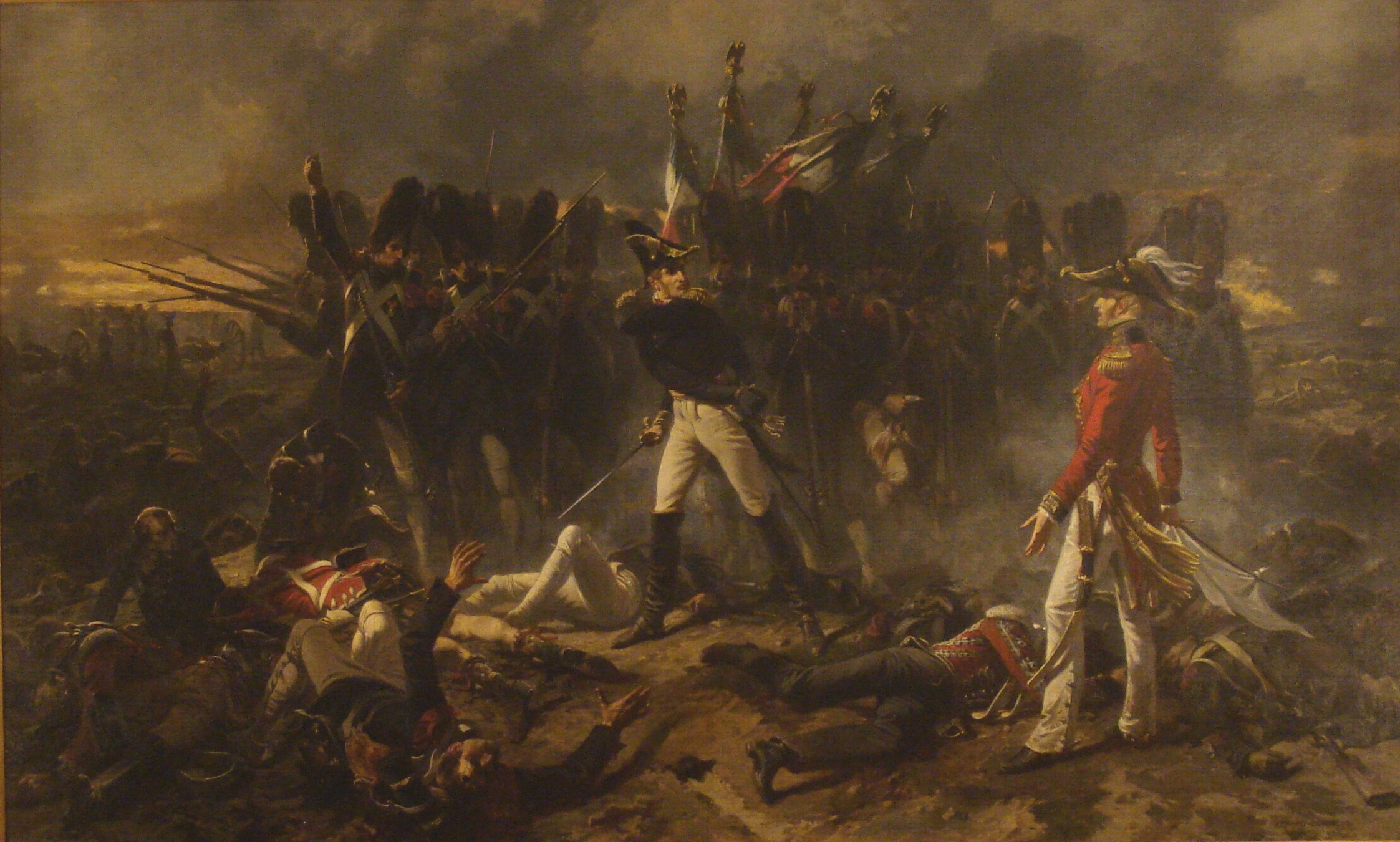
Cambronne vid Waterloo
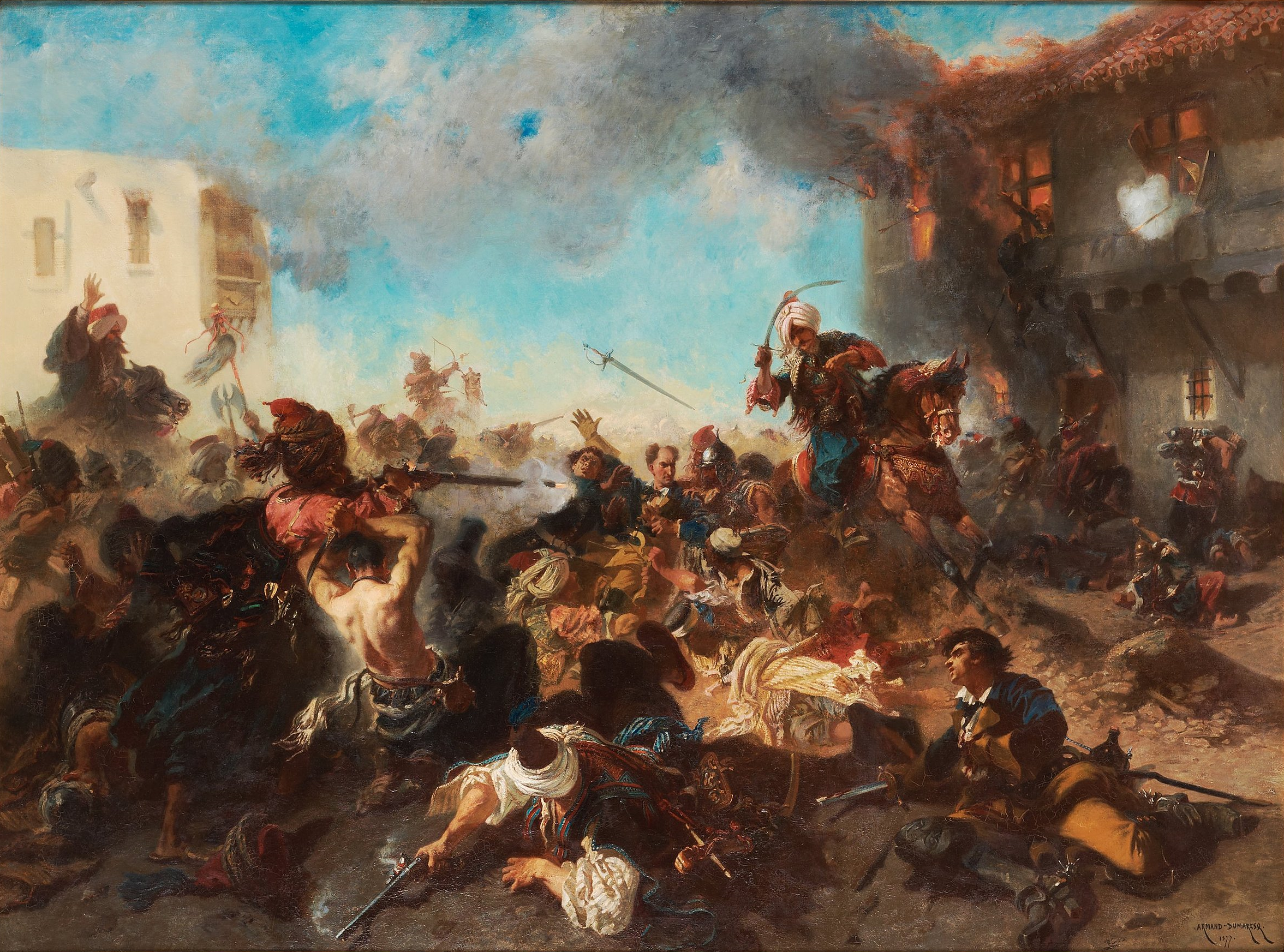
Kalabaliken i Bender (1877)
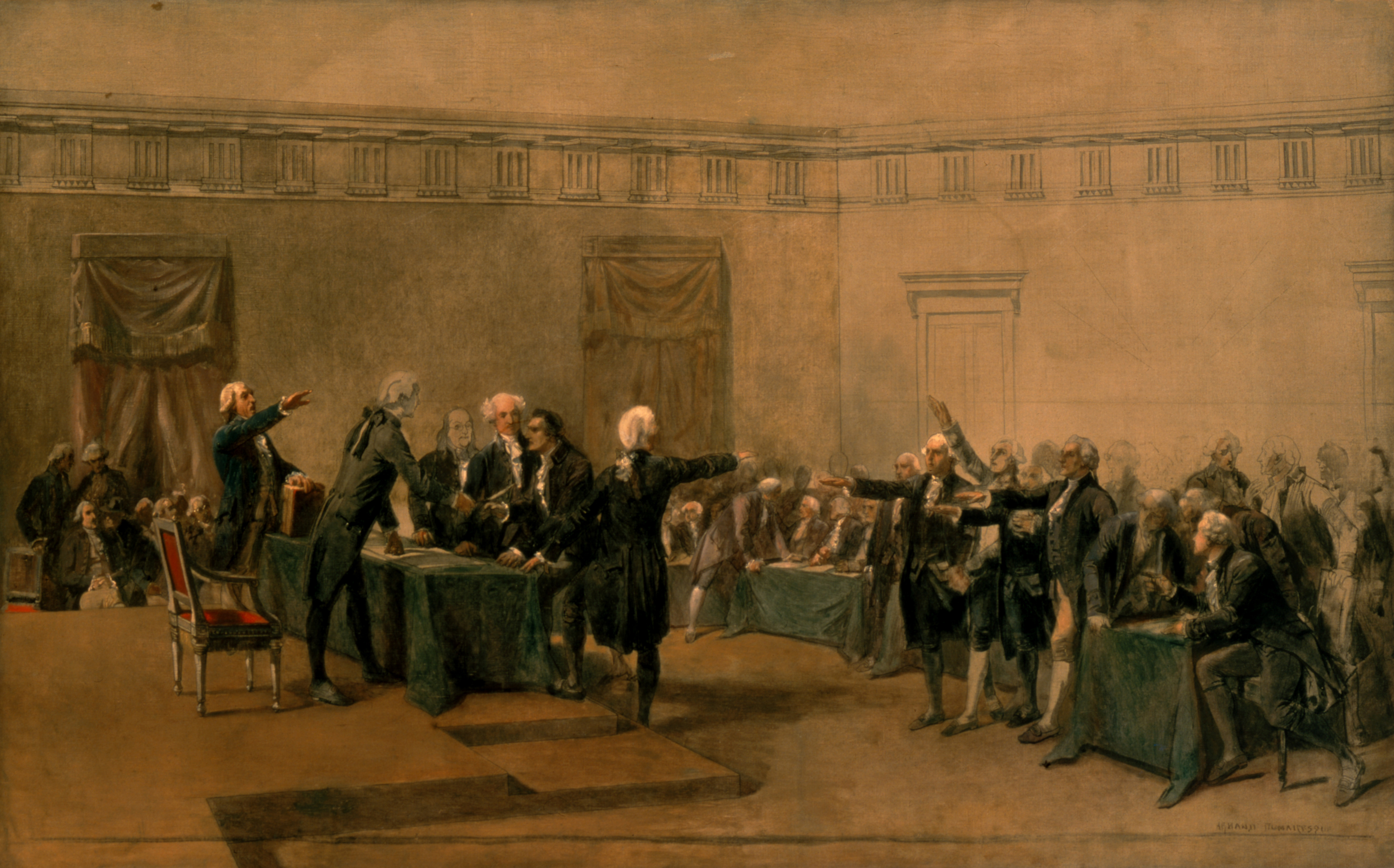
Signeringen av Självständighetsförklaringen
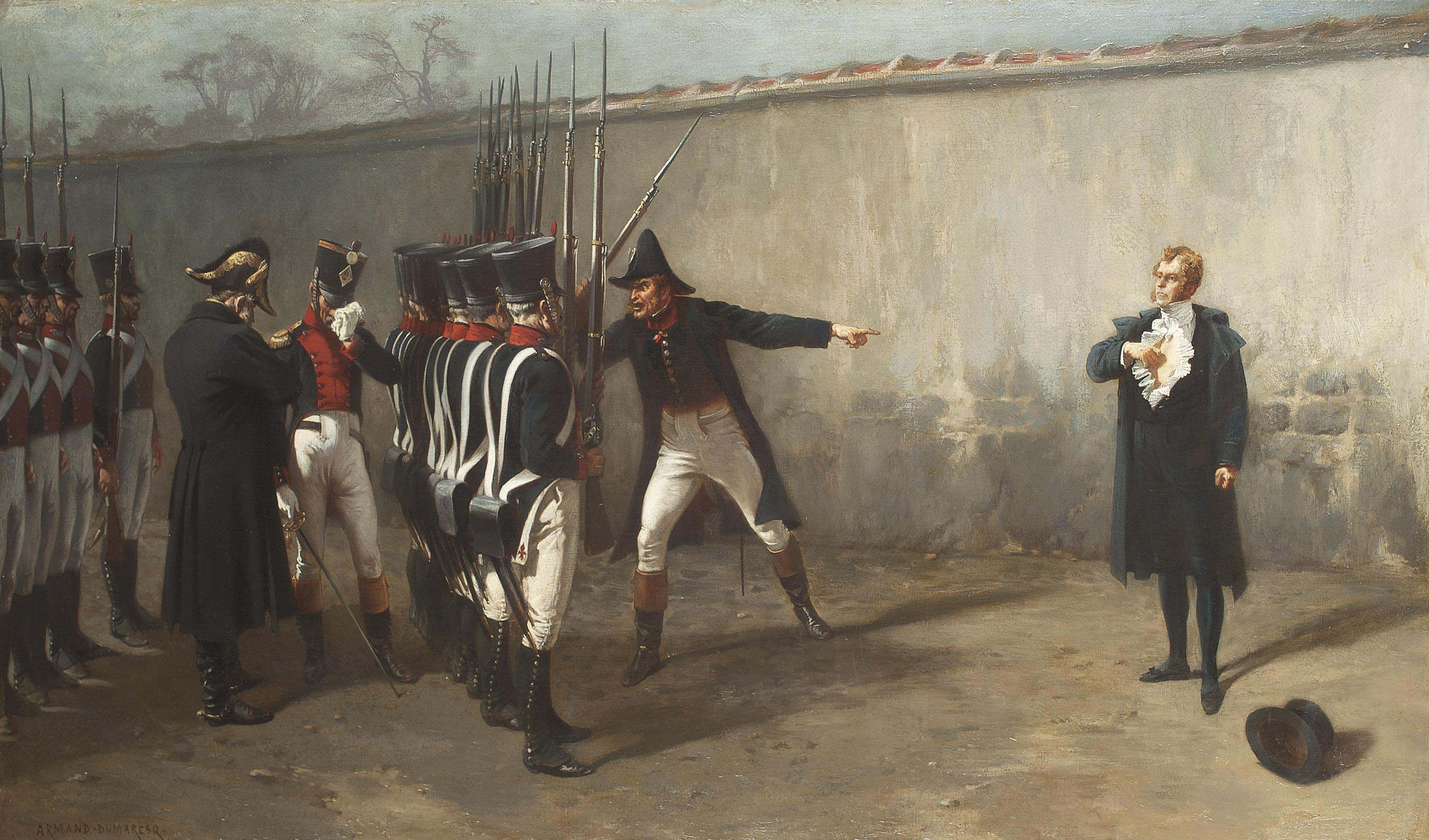
Avrättningen av Michel Ney

## Utmärkelser
- Officer av Hederslegionen,  1881[9]

[Redigera Wikidata]